# 沙可夫

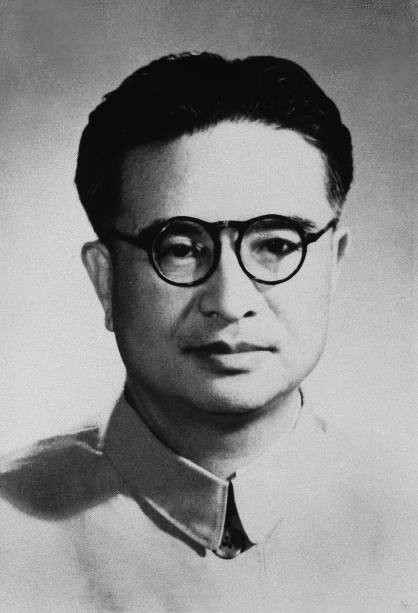
沙可夫

沙可夫（1903年10月20日—1961年9月1日），原名陈维敏，號有圭、克夫、微明，浙江海宁人，现代艺术教育家。

## 生平
1903年10月20日，生于海宁县新仓镇。1920年考入上海南洋公学，毕业后入该校本科学习。1926年初赴法国巴黎留学，在巴黎先加入中国共产主义青年团，后转入中国共产党。1927年秋赴苏联莫斯科中山大学学习。1931年秋受命回国，在上海被国民政府逮捕，后保释出狱。1932年，抵达江西瑞金，任《红色中华》主编，同年7月任中华苏维埃共和国教育人民委员会副部长兼艺术局局长，8月任苏维埃大学副校长（校长毛泽东、瞿秋白），工作之余积极从事文艺创作。
1937年抵延安，任新华通讯社主任。1938年任延安鲁迅艺术学院副院长兼党组书记。1949年中华人民共和国成立以后，曾任文化部办公厅主任，人民文学出版社社长，中央戏剧学院第一副院长、党委书记等职，期间曾两次访问苏联。
1961年9月1日，因脑溢血在青岛病逝，时年58岁。

## 著作
- 话剧《武装起来》、《我——红军》、《团圆》等
- 《沙可夫文集》
- 译《莎士比亚新论》